# Афонсу Оренський
Афо́нсу (порт. Afonso; 1400—29 серпня 1460) — португальський шляхтич, магнат, дипломат. Маркіз Валенський (1451—1460). Граф Оренський (1422—1460). Представник Браганського дому. Народився у Лісабоні, Португалія. Первісток браганського герцога Афонсу й графині Беатриси Перейри. Онук португальського короля Жуана І й конетабля Нуну Перейри. За заповітом останнього отримав Оренське графство (1422), але офіційно прийняв його лише після королівської конфірмації (1433). Служив при дворах королів Жуана І, Дуарте й Афонсу V. Був членом королівської ради. Виступав проти Танжерського походу (1432), що закінчився катастрофою. Працював спеціальним королівським послом на Базельському (1436) і Флорентійському (1439) соборах. Відвідав Феррару й Рим. Першим серед португальських підданих удостоєний титулу маркіза (1452). Супроводжував інфанту Леонору з Лісабону до Італії для укладання заручин із Фрідріхом ІІІ, імператором Священної Римської імперії (1451). Брав участь у завоюванні Алкасер-Сегера (1458). Від коханки Беатриси де Сози мав позашлюбного сина Афонсу, що став єпископом Еворським. Помер у Томарі, Португалія, не залишивши законних спадкоємців. Його графський титул перейшов до брата Фернанду.

## Імена
- Афо́нсу Брага́нський (порт. Afonso de Bragança) — за іменем династії та батьківським герцогським титулом.
- Афо́нсу Валенський (порт. Afonso de Valença) — за титулом маркіза.
- Афо́нсу О́ренський (порт. Afonso de Ourém) — за графським титулом.

## Біографія
1435 року король Дуарте відправив Афонсу послом Португалії до Базельського собору. 21 червня того ж року папа Євгеній IV ласкаво прийняв його і через нього дарував португальському монарху право проводити обряд коронації та помазання за старим звичаєм французьких королів.

## Сім'я
- Батько: Афонсу (1377—1461), герцог Браганський (1442—1461)
- Матір: Беатриса (1380—1412), донька барселуського графа Нуну Перейри
- Рідна сестра: Ізабела (1380—1412) ∞ Жуан, конетабль Португалії
- Рідний брат: Фернанду (1403—1478), герцог Браганський (1461—1478)